# Southside (Alabama)
Southside is een plaats (city) in de Amerikaanse staat Alabama, en valt bestuurlijk gezien onder Calhoun County en Etowah County.

## Demografie
Bij de volkstelling in 2000 werd het aantal inwoners vastgesteld op 7036.
In 2006 is het aantal inwoners door het United States Census Bureau geschat op 8118, een stijging van 1082 (15.4%).

## Geografie
Volgens het United States Census Bureau beslaat de plaats een oppervlakte van
49,5 km², waarvan 49,0 km² land en 0,5 km² water.

## Plaatsen in de nabije omgeving
De onderstaande figuur toont de plaatsen in een straal van 24 km rond Southside.